# 柔毛金腰
柔毛金腰（学名：Chrysosplenium pilosum var. valdepilosum）为虎耳草科金腰属下的一个变种。

## 扩展阅读
- 維基物種上的相關：柔毛金腰